# Рея (морська справа)

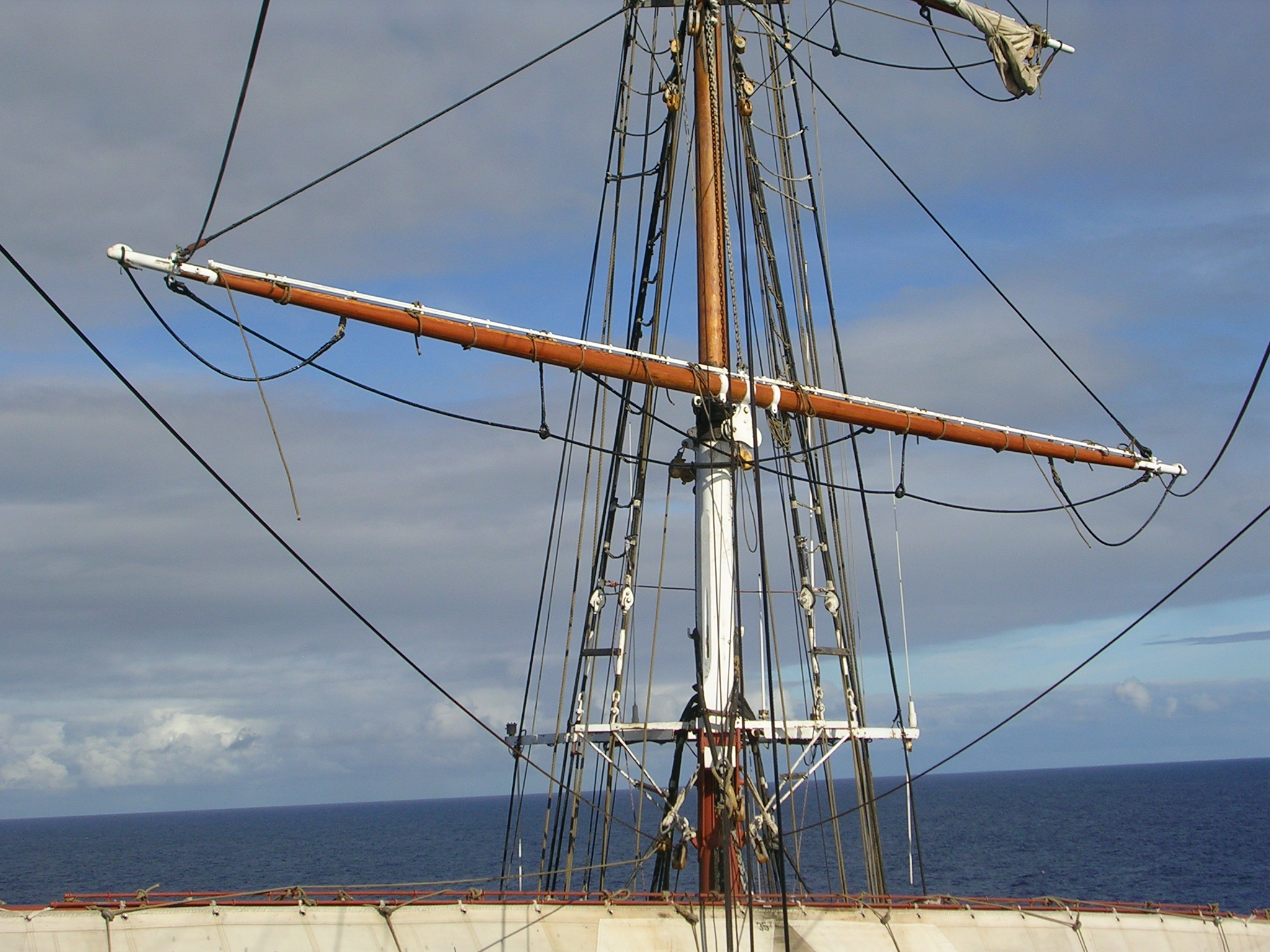
Брам-рея

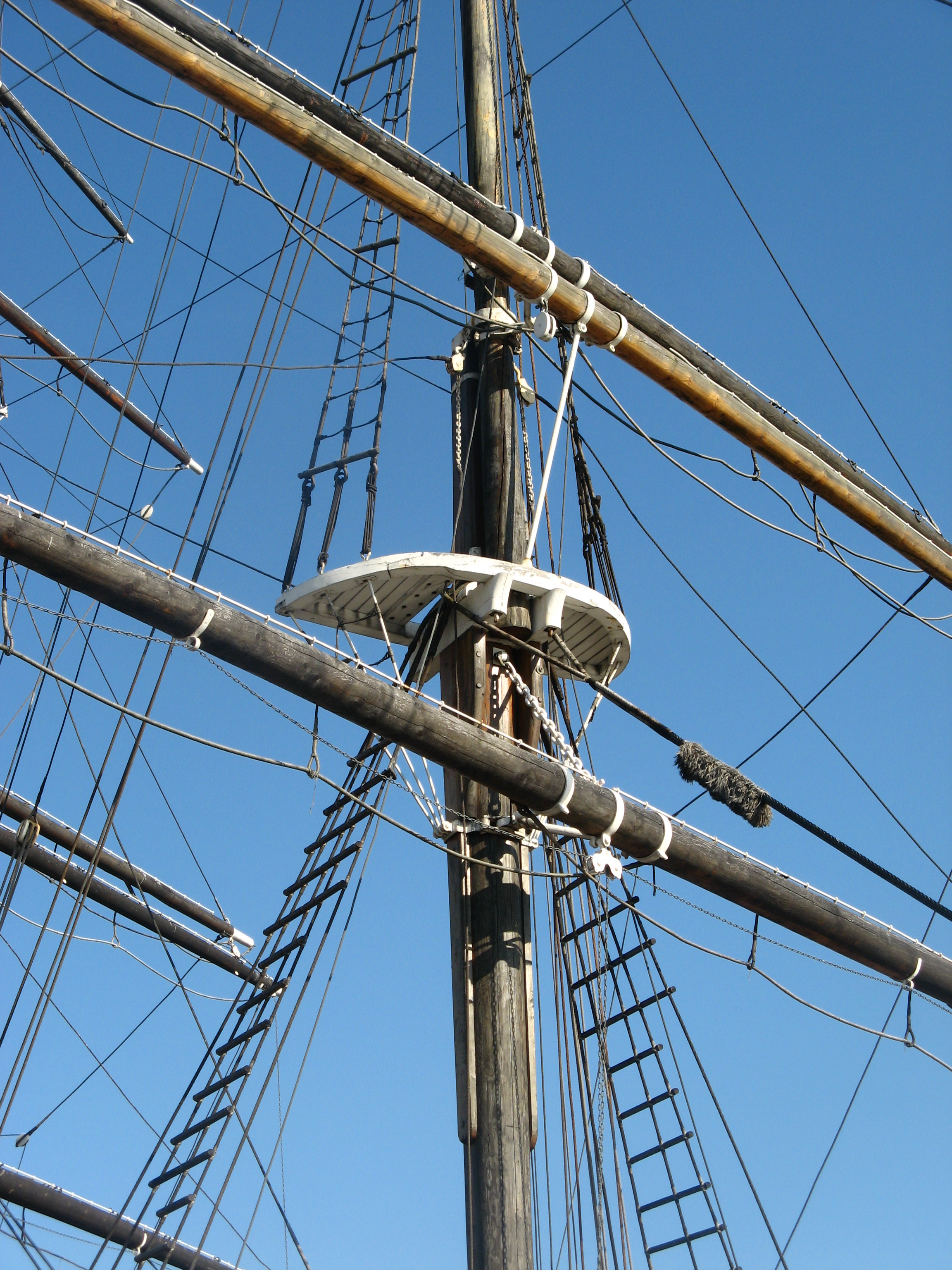
Реї

Ре́я (від нід. ra через рос. рея або від нім. Rahe, Raa через польське і російське посередництво), неправильно «рей» — горизонтальне рангоутне дерево, підвішене за середину за допомогою боргів і бейфута до щогли або стеньги. Призначена для поставлення прямих вітрил або кріплення фалів сигнальних фігур (конусів, куль), у цьому випадку така рея має назву «сигнальної».

## Опис

### Будова

Схема реї: 1 — страхувальний леєр, 2 — рея, 3 — підпертки, 4 — перт, 5 — ноковий перт, 6 — нок, 7 — вітрило, 8 — страхувальні обв'язки, 9 — леєр для кріплення вітрила, 10 — леєр для кріплення пертів.

Залежно від конструкції реї поділяють на цільні і складені. Другі складаються з окремих частин (пластин), з'єднаних бугелями і укріплених накладеними поздовжніми приробками (фішами). Посередині великі реї можуть мати восьмигранне потовщення — батенс, воно запобігає провертанню реї. Кінці рей називаються ноками. Для кріплення фалів (гарделів) рея споряджається прив'язаними на шкентелях посередині неї блоками (гардель-блоками), для підвішування на борзі — стропом, для кріплення чи проведення снастей рухомого такелажу (брасів, топенантів, гітовів, горденів, риф-талів) і пертів — бугелями з обухами. Для запобігання зсуванню огонів і шкентелів рея має дерев'яні приробки — стоп-клампи. У реї можуть бути зроблені шків-гати (прорізи зі встановленими шківами) для проведення шкотів вищих вітрил.

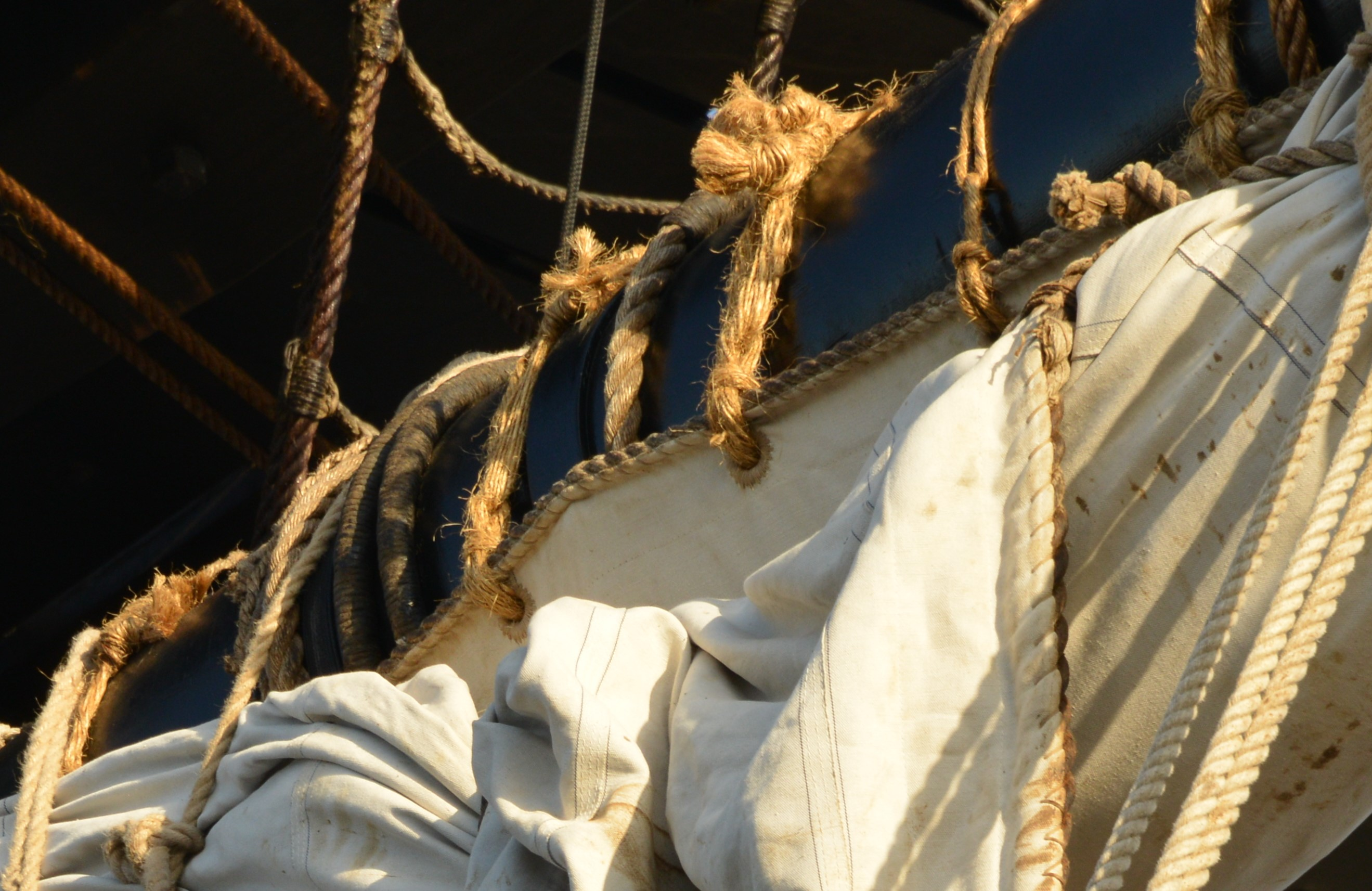
Кріплення вітрила ревантами

Кріплення нижніх рей зазвичай постійне і виконується за допомогою бо́ргів — коротких ланцюгів з гаками, закріплених на топах щогл: рея підіймається на гарделі і підвішується прикріпленим посередині стропом за гак. На невеликих суднах борг може бути залізним (у вигляді бугеля) чи тросовим: строп реї підвішується до топа на тросі. Вищі реї підіймаються снастями рухомого такелажу: марса-реї — за допомогою марса-фалів (драйрепів), брам-реї, бом-брам-реї — за допомогою брам-горденів і бом-брам-горденів. До щогли середина реї фіксується за допомогою бейфута — кріплення, що утримує рею на певній відстані від щогли і разом з тим уможливлює її нахил у сторони і поворот. У нижніх рей використовуються залізні бейфути з вертлюгами; товстого обшитого шкірою або спорядженого кульками троса, яким 2-3 рази обвивається щогла, а кінці кріпляться до реї. Колись вживані з нижніх реях тросові бейфути споряджалися бейфут-талями, що міцно стягали їх на щоглі, ходові кінці яких спускалися до палуби. Тросові бейфути нижніх рей можна було віддавати і витягати, бейфути марса-рей переважно закріпляються наглухо, бейфути вищих рей є знімними. Легкі реї найвищих вітрил підіймаються на ракс-бугелях — кільцях з гаками, що пересуваються по брам-стеньгах.

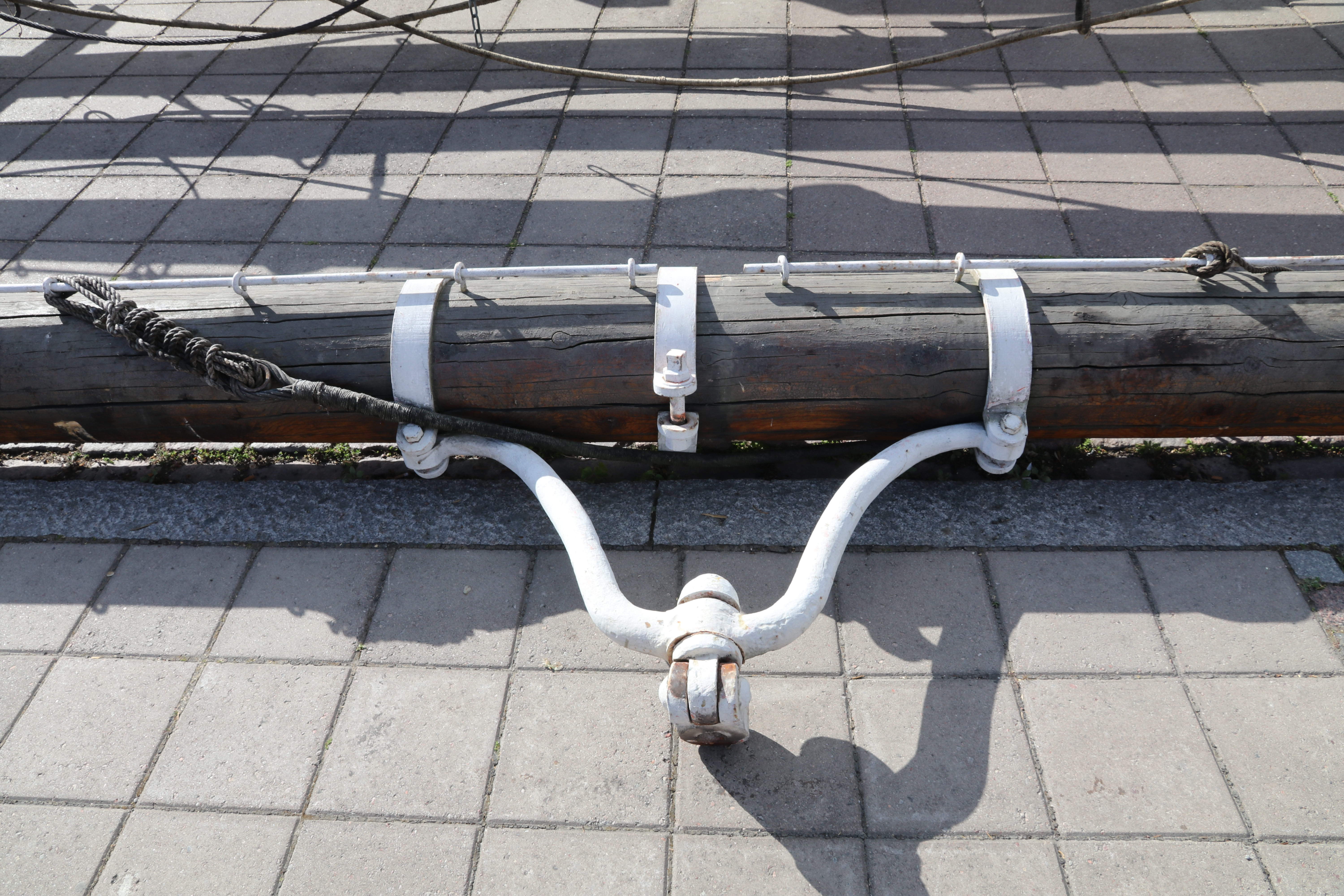
Середина реї з тросовим стропом для борга і залізним бейфутом-вертлюгом.

Фіксація рей у вертикальній площині здійснюється спеціальними снастями — топенантами, в горизонтальній її повертають за допомогою брасів — це називається брасуванням. Під реєю часто протягають перти — спеціальні троси, на яких стоять матроси під час виконання робіт з вітрилами.

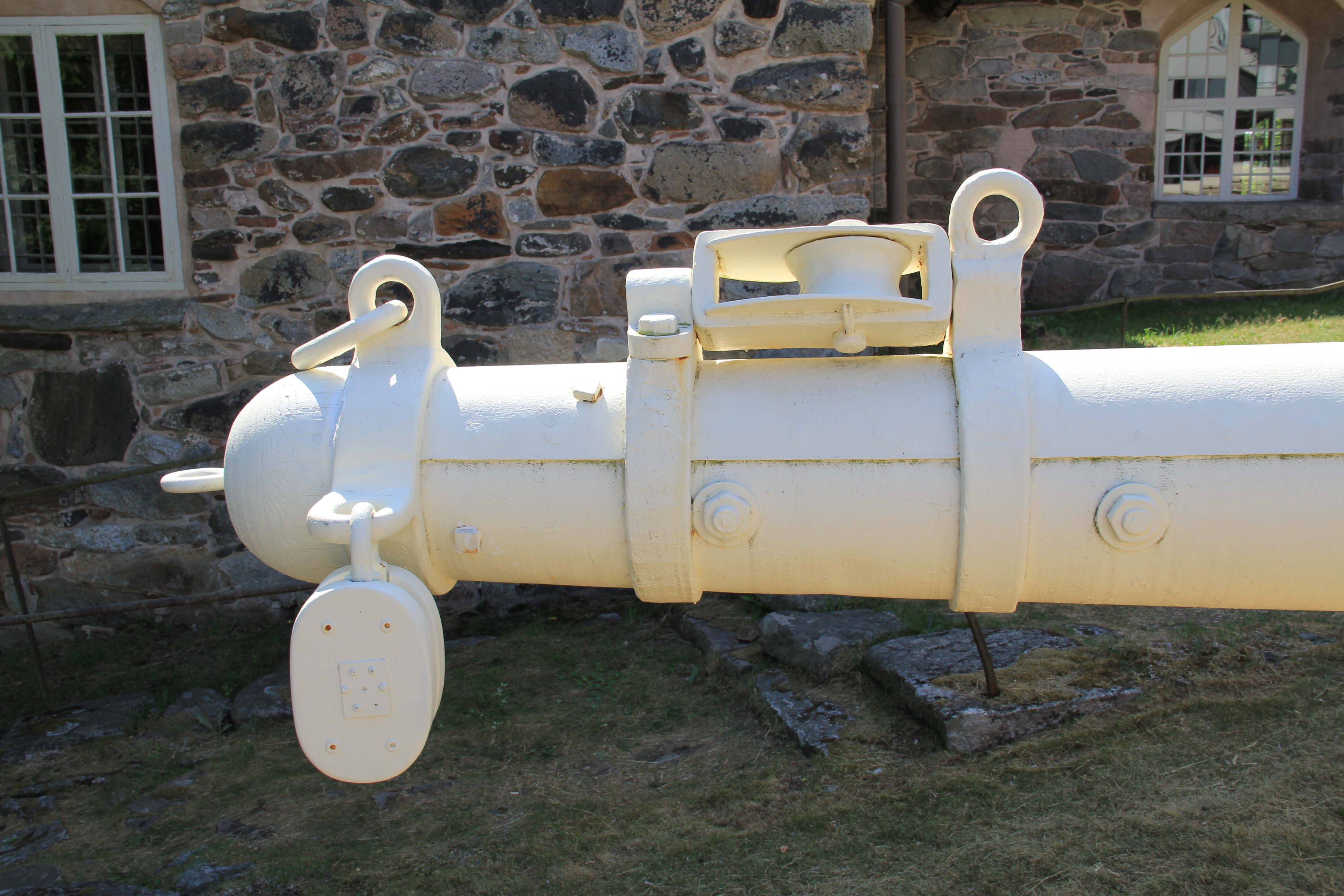
Нок верхньої марса-реї барка Peking, з блоками.

Кріплення вітрил до рей здійснюється просиленими через люверси відрізками троса — ревантами (рей-бандами, рей-бантами). На старовинних суднах вітрило кріпилося безпосередньо до реї, пізніше стали застосовувати кріплення до леєра, протягнутого вздовж неї. Нокові кути вітрил принайтовуються до ноків бензелями (обв'язками з шлагів троса) — нок-бензелями.

### Розташування
Залежно від того, до якої щогли належить рея, а також від її розташування на ній, вона отримує додаткові найменування:
- Фока-рея, фор-марса-рея, фор-брам-рея, фор-бом-брам-рея, фор-трюм-рея, фор-мун-рея — на фок-щоглі.
- Грота-рея, грот-марса-рея, грот-брам-рея, грот-бом-брам-рея, грот-трюм-рея, грот-мун-рея — на грот-щоглі.
- Бегін-рея, крюйсель-рея, крюйс-брам-рея, крюйс-бом-брам-рея, крюйс-трюм-рея, крюйс-мун-рея — на бізань-щоглі.

Залежно від висоти розташування розрізняються нижня рея (рея фока, грота чи бізані), марса-рея (рея марселя), брам-рея (рея брамселя), бом-брам-рея (рея бом-брамселя), трюм-рея (рея трюмселя) і мун-рея (рея мунселя).
Рея латинського вітрила зазвичай називається рю (від нім. Rute, нід. roe, ниж.-нім. roo, roe — «прут, рейок»), її передній нок опущений до палуби, а задній піднятий вище топа щогли.

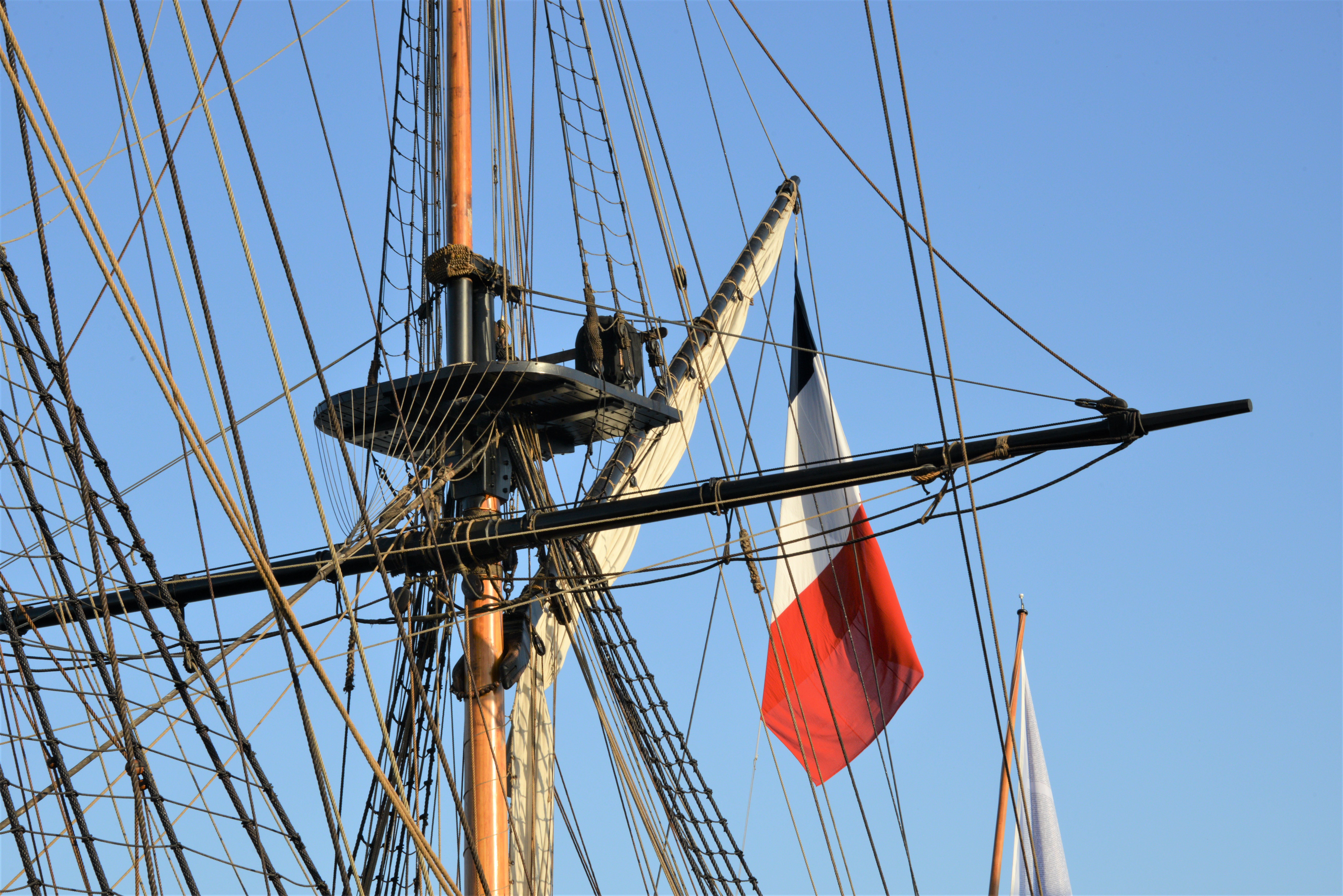
Гафель і бегін-рея на бізань-щоглі фрегата «Герміона (фрегат, 2014)»

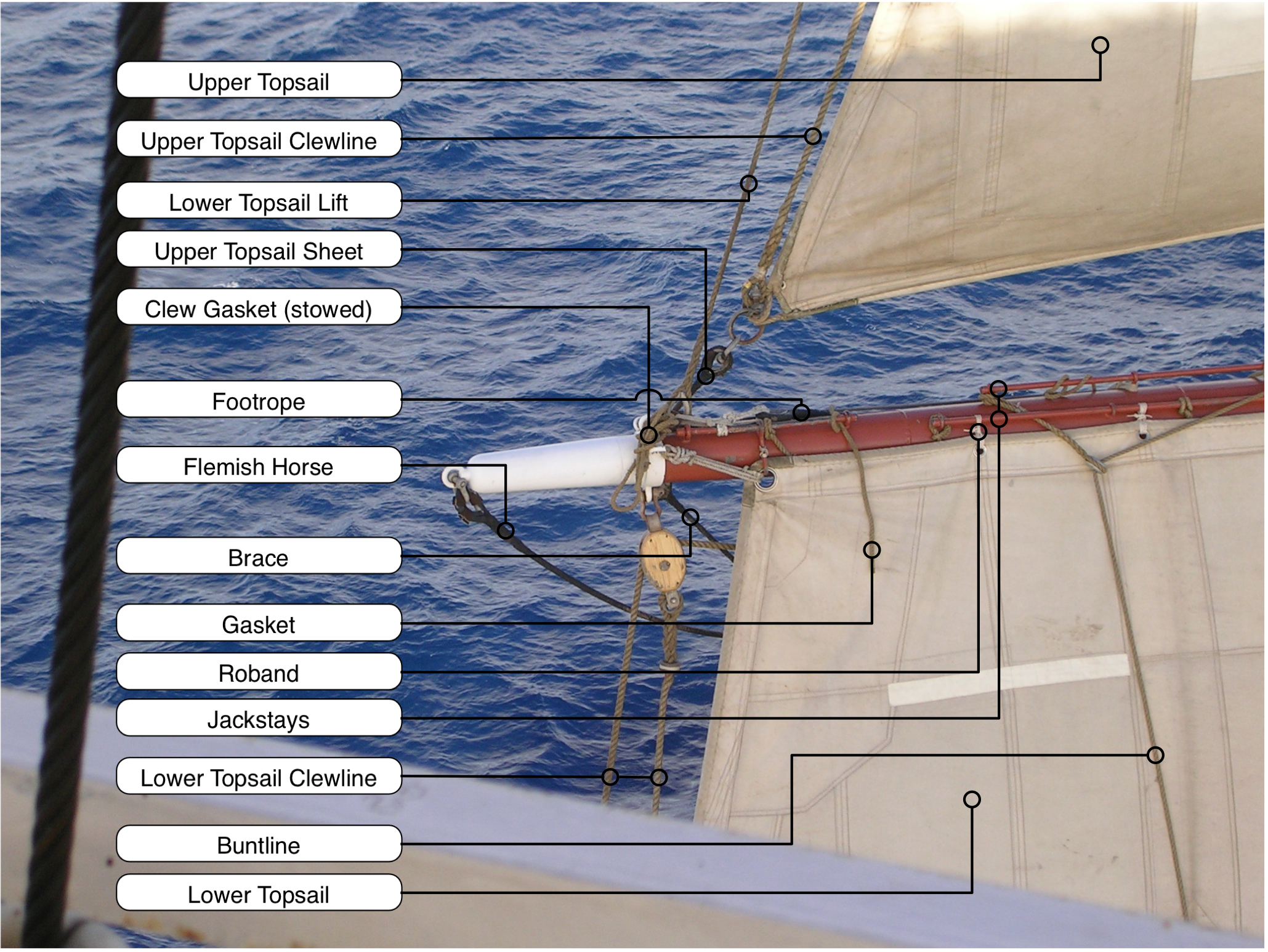
Кріплення рухомого такелажу до нока і вітрила до леєра.

Нижнє вітрило на бізань-щоглі зазвичай було косим (латинським, надалі гафельним), але поряд з рю чи гафелем бізань-щогла мала і нижню рею, що називалася бегін-реєю (нід. begine, нім. Bagienrah, можливо, назва пов'язана з бегінками, що мало асоціюватися із «самотою» реї).
Під бушпритом до кінця XVIII століття кріпилася блінда-рея, що несла пряме носове вітрило — блінд.
Наприкінці XVI — початку XVIII століття на блінда-стеньзі — маленькій щоглі на бушприті зазвичай встановлювали невелику блінда-стень-рею. Приблизно з середини XVIII ст. блінда-стеньга була замінена утлегарем з бом-блінда-реєю.